# Abraham a Sancta Clara
Abraham a Sancta Clara (2 de julio de 1644-1 de diciembre de 1709), Austria nacido en Kreenheinstetten, cerca de Messkirch. Su verdadero nombre era Johann Ulrich Megerle. No debe confundirse con su tío Abraham Megerle, compositor (1607-1680).
En 1662 ingresa en la orden católica de los Agustinos Descalzos. Una vez dentro de la congregación se cambia el nombre por el que será conocido a partir de este momento. En esta orden va ascendiendo de cargo hasta convertirse en prior provincial y finalmente definitor de su provincia. 
Desde el principio se granjea una gran reputación por su elocuencia desde el púlpito, siendo designado predicador de la corte imperial de Viena en 1669. 
La gente se reunía para oírlo, atraído por la fuerza de su lengua, lo grotesco de humor, y la severidad imparcial con la cual criticó las locuras de todas las clases de la sociedad y de la corte particularmente. En general, habló como un hombre de la calle, la calidad predominante de su estilo, que era de desbordar, y tenía un ingenio a menudo grueso. Hay, sin embargo, muchos pasos en sus sermones en los cuales utiliza un lenguaje de mayor calidad con unas ideas más cultas.
Muere en Viena el 1 de diciembre de 1709.
En sus escritos publicados exhibió muchas de las cualidades que también expresó en el púlpito. Quizás su mejor estilo aparece en la novela didáctica titulada Der Erzschelm de Judas (4 vols., Salzburgo, 1686-1695).
Sus trabajos han sido varias veces reproducidas entera o parcialmente, aunque con muchas interpolaciones falsas. La mejor edición es la publicada en 21 volúmenes en Passau y Lindau (1835-1854). Ver Th. G von Karajan, Abraham a Sancta Clara (Vienna, 1867); Blanckenburg, Studien über die Sprache Abrahams a S. C. (Halle, 1897); Sexto, Abraham a S. C. (Sigmaringen, 1896); Schnell, Pater A. a S. C. (Munich, 1895); H Mareta, Über Judas d. Erzschelm (Vienna, 1875).

## Trabajos
- Der alte Hafen scheppert - 1672 {{}} Archivado el 29 de septiembre de 2007 en Wayback Machine.
- Österreichisches Deo Gratias - 1688  {{}} Archivado el 29 de septiembre de 2007 en Wayback Machine.
- Wunderlicher Traum von einem großen Narren-Nest - 1703 {{}} Archivado el 29 de septiembre de 2007 en Wayback Machine.